# Saintois
Le Saintois est une région naturelle de la région Lorraine, en France. Elle est située au sud du département de Meurthe-et-Moselle et déborde dans le département des Vosges, prenant alors le nom de Xaintois.
Dominé par la colline de Sion, butte-témoin du Jurassique moyen géologiquement rattachable aux Côtes de Moselle et point culminant de la Lorraine calcaire, il correspond historiquement à la zone d'influence de l'oppidum et sanctuaire gaulois qui était installé au sommet de la colline. Géologiquement, le Saintois ou Xaintois présente l'originalité d'être installé sur les terrains du Lias (ou Jurassique inférieur) dont l'alternance de couches dures et tendres génère un relief vallonné de coteaux successifs amplifié par les buttes-témoins résiduelles du Jurassique moyen déposées sur les couches du Lias.

## Géographie

### Situation
Même si ses limites sont plus ou moins incertaines, on considère aujourd'hui que le territoire du Saintois correspond aux cantons d'Haroué, de Vézelise, le sud du canton de Colombey-les-Belles et le sud du canton de Neuves-Maisons pour sa partie meurthe-et-mosellane ; la presque totalité du canton de Mirecourt et des parties des cantons de Châtenois et Charmes pour sa partie vosgienne. La région inspire par ailleurs la dénomination de plusieurs communautés de communes :
- communauté de communes du Pays du Saintois,
- communauté de communes du Saintois (disparue),
- communauté de communes du Xaintois (disparue),
- communauté de communes du Saintois au Vermois (disparue),
- Communauté de communes de Bulgnéville entre Xaintois et Bassigny (disparue),

ainsi que celle du Canton de Meine au Saintois. On la retrouve aussi dans le toponyme de plusieurs communes :
- Dombasle-en-Xaintois,
- Fraisnes-en-Saintois,
- Ménil-en-Xaintois,
- Rouvres-en-Xaintois.

L'unité du pays du Saintois ne réside pas seulement dans la localisation, elle se retrouve à la fois dans des aspects géologiques, sociologiques et historiques.

### Géologie
Le Saintois-Xaintois est installé principalement sur les tout premiers étages du Jurassique qui constituent le Lias (ou Jurassique inférieur) et qui précèdent la Côte de Moselle, laquelle marque le début du Jurassique moyen ou Dogger.
C'est précisément ici que la succession des couches géologiques s'incurve, passant d'une orientation Nord/Sud dans le Xaintois à une orientation Est/Ouest dans le Saintois, l'angle se situant au niveau de Mirecourt. Toutes les couches du Lias affleurent successivement dans un mouvement tournant, depuis le sud du Xaintois et l'est du Saintois pour les plus anciennes, vers le nord du Xaintois et l'ouest du Saintois où on retrouve la Côte de Moselle précédée de ses buttes-témoins, particulièrement nombreuses dans la région. Ces couches du Lias forment ici un système de trois cuestas secondaires devant la Côte de Moselle, ce qui donne à la région ses paysages vallonnés caractéristiques de coteaux et de collines formées par les buttes-témoins dont la colline de Sion, point culminant de la Lorraine calcaire (540 mètres).
On distingue ainsi d'abord la Côte infraliasique marquant le passage du Trias au Jurassique (la limite Trias/Jurassique correspond à une des cinq grandes extinctions, il y a environ 201 millions d'années) et qui forme un peu la limite Sud du Xaintois dans les Vosges et la limite Est du Saintois en Meurthe-et-Moselle. Elle est particulièrement nette à l'ouest de Mirecourt, où elle forme un dénivelé de cinquante mètres au nord des villages de Ramecourt, Domvallier, Baudricourt et Rouvres-en-Xaintois qui se succèdent en chapelet à son pied. Le revers de cette côte est formé des « Calcaires à gryphées » du Sinémurien qui forment de vastes surfaces particulièrement planes et propices à la culture et à l'élevage (ainsi qu'à l'installation de grandes pistes d'aéroport comme celle de l'aéroport d'Épinal-Mirecourt installée sur la commune de Juvaincourt sur ces Calcaires à gryphées).
On trouve ensuite la petite côte des « Calcaires ocreux » du Lotharingien, la moins marquée des trois (dénivelé de 10 à 20 mètres), pas toujours repérable dans le paysage, bien que parfois bien visible comme dans le Xaintois, au nord de Dombasle-en-Xaintois, sud d'Oëlleville et nord de Juvaincourt.
On trouve enfin la côte des Grès médioliasiques, la plus élevée des trois (dénivelé de 50 à 70 mètres), mais parfois non distincte de la Côte de Moselle elle-même. Elle est visible au sud, au niveau d'Aboncourt, Chef-Haut et Courcelles, juste devant la Côte de Moselle.
La terre du Saintois constituait ainsi il y a 200 millions d'années le fond d'une mer tropicale peu profonde, résultat de la transgression de la Téthys au début du Jurassique : de nombreuses traces de fossiles marins, comme les gryphées (ancêtre des huîtres) et différentes espèces d'ammonites se trouvent dans les champs de la plaine, sans oublier les « étoiles de Sion », appellation locale des fossiles de lys de mer (ou crinoïdes) que l'on trouve sur la colline de Sion. On a également exploité du pétrole dans le secteur de Forcelles-Saint-Gorgon par des forages à 500 mètres de profondeur, sous les couches du Jurassique, dans le Trias ou le Carbonifère.

## Toponymie

### Étymologie
Ancien pagus Sugentensis en 709, puis pago Sungentensi en 800, du nom de l'oppidum-sanctuaire installé à Sion, ancien Sointense (VIe siècle), Suentisium en 870, Soentensi en 877.
Le Saintois est donc littéralement le « pays de Sion », mais il n'y a aucune certitude sur l'étymologie des noms Sointense et Sugentensis.
Xavier Delamarre propose une construction sur le nom de personne gaulois Sugentos (Sion serait alors le domaine de Sugentos), tandis que Jacques Lacroix, s'appuyant sur des toponymes similaires concernant des sites perchés en position dominante, comme Suin, ancien Seudonense puis Seduno en Saône-et-Loire et Sion, ancien Sedunum (mais probablement issu du nom du peuple, les Seduni), propose un modèle Sego-dunum, la « Forteresse de la Victoire », qui était aussi l'ancien nom de Rodez.

### Phonétique
Aucune des deux orthographes, Saintois ou Xaintois, n'est satisfaisante. En patois lorrain, la première lettre de ce mot est une consonne fricative uvulaire sourde qui n'existe pas en Français. Dans son Essai sur le patois d'Uriménil, Nicolas Haillant écrit Hhaintois. Léon Zéliqzon utilise également cette syntaxe, ainsi que d'autres linguistes contemporains. Toutefois, Zéliqzon ne s'intéresse qu'à la Moselle et aucun des mots Saintois ou Xaintois ne figurent dans ses ouvrages. 

## Histoire
Pendant la période gallo-romaine puis mérovingienne, le pagus était une subdivision territoriale appelée pagus Segintensis. Il devint ensuite la terre des comtes de Vaudémont. L'actuel pays du Saintois est donc l'héritier de l'ancien comté de Vaudémont, territoire indépendant du duché de Lorraine jusqu'au XVe siècle. D'abord résidant dans le village de Vaudémont puis dans celui de Vézelise, les comtes de Vaudémont se sont longtemps opposés aux ducs de Lorraine, opposition qui alla jusqu'à la guerre. En 1445, le mariage du comte de Vaudémont Ferry II et de la fille du duc René Ier d'Anjou, Yolande, réconcilie les deux camps, et son fils René II hérite en 1473 du duché de Lorraine.

## Lieux et monuments
- Le  Site classé de la colline de Sion (Basilique, tour Brunehaut à Vaudémont et monument Barrès)
- Le château d'Aboncourt
- Le château d'Haroué
- Le château de Thorey-Lyautey (musée du scoutisme)
- Les halles de Vézelise
- Les musées de Mirecourt (dentelles et musique)
- L'aéroport de Juvaincourt
- Basilique et musée Saint Pierre Fourier à Mattaincourt
- Le puits du XIIe siècle à Poussay
- Musée agricole de Vroncourt
- Base nautique de Favières
- Village fleuri de Gélaucourt
- Le  Site inscrit de Vandeléville alliant patrimoine bâti et paysage remarquables.
- L'église médiévale de Voinémont.

## Liste des communes du pays du Saintois

### Canton d'Haroué
30 communes :
Affracourt - Bainville-aux-Miroirs - Benney - Bouzanville - Bralleville - Ceintrey - Crantenoy - Crévéchamps - Diarville - Gerbécourt-et-Haplemont - Germonville - Gripport - Haroué - Housséville - Jevoncourt - Laneuveville-devant-Bayon - Lebeuville - Lemainville - Leménil-Mitry - Mangonville - Neuviller-sur-Moselle - Ormes-et-Ville - Roville-devant-Bayon - Saint-Firmin - Saint-Remimont - Tantonville - Vaudeville - Vaudigny - Voinémont - Xirocourt

### Canton de Vézelise
33 communes :
Autrey-sur-Madon - Chaouilley - Clérey-sur-Brenon - Dommarie-Eulmont - Étreval - Forcelles-Saint-Gorgon - Forcelles-sous-Gugney - Fraisnes-en-Saintois - Frolois - Goviller - Gugney - Hammeville - Houdelmont - Houdreville - Lalœuf - Marthemont - Ognéville - Omelmont - Parey-Saint-Césaire - Pierreville - Praye - Pulligny - Quevilloncourt - Saxon-Sion - Thélod - They-sous-Vaudemont - Thorey-Lyautey - Vaudémont - Vézelise - Viterne - Vitrey - Vroncourt - Xeuilley

### Sud du canton de Colombey-les-Belles
19 communes :
Aboncourt - Battigny - Beuvezin - Courcelles - Crépey - Dolcourt - Favières - Fécocourt - Gélaucourt - Gémonville - Germiny - Grimonviller - Pulney - Saulxerotte - Selaincourt - Thuilley-aux-Groseilles Tramont-Émy - Tramont-Lassus - Tramont-Saint-André - Vandeléville

### Sud du canton de Neuves-Maisons
5 communes :
Bainville-sur-Madon - Maizières - Méréville - Pont-Saint-Vincent

### Canton de Mirecourt
30 communes :
Ambacourt - Baudricourt - Biécourt - Blémerey - Boulaincourt - Chauffecourt - Chef-Haut - Frenelle-la-Grande - Frenelle-la-Petite - Dombasle-en-Xaintois - Domvallier - Hymont - Juvaincourt - Madecourt - Mattaincourt - Mazirot - Ménil-en-Xaintois - Mirecourt - Oëlleville - Poussay - Puzieux - Ramecourt - Remicourt - Repel - Rouvres-en-Xaintois - Saint-Prancher - Thiraucourt - Totainville - Villers - Vroville

### Canton de Châtenois
5 communes :
Aroffe - Maconcourt - Pleuvezain - Soncourt - Vicherey

### Canton de Charmes
3 communes :
Battexey - Hergugney - Marainville-sur-Madon